# Спаркс (Невада)
Спаркс (англ. Sparks) — город в округе Уошо на западе штата Невада, США. Площадь города составляет 62,1 км². Он был основан в 1904 году и получил статус города 15 марта 1905 года. Спаркс расположен чуть восточнее города Рино. По переписи 2010 года численность населения составляла 90 264 человека — это пятый по численности населения город в штате Невада.

## Климат
Климат города характеризуется как засушливый. Средний годовой уровень осадков составляет 199 мм. Наиболее дождливым был 1998 год, когда уровень осадков составил 383 мм, а наиболее засушливым — 1990 год, с показателем всего 118 мм. Наибольшее количество осадков за один месяц (97 мм) выпало в декабре 2005 года. Средний максимум января составляет 9,1 °C, а средний минимум: −4,7 °C. Средний максимум июля: 33,2 °C и средний минимум: 12,0 °C. Рекордно высокая температура была зафиксирована в городе 11 июля 2002 года и составила 42 °C.

## Население
Население города по данным на 2010 год составляет 90 264 человека. Расовый состав: белые (74,5 %), афроамериканцы (2,6 %), коренные американцы (1,2 %), азиаты (5,9 %). Доля лиц в возрасте младше 18 лет — 25,8 %; лиц старше 65 лет — 10,0 %. На каждые 100 женщин приходится 97,8 мужчин.
Динамика численности населения:
| Год       | 1970   | 1980   | 1990   | 2000   | 2010   |
| --------- | ------ | ------ | ------ | ------ | ------ |
| Население | 24 187 | 40 780 | 53 667 | 66 346 | 90 264 |

## Транспорт
Железная дорога компании Union Pacific Railroad и автомобильная дорога I-80 пересекают Спаркс в направлении с запада на восток. В центре города имеется крупное локомотивное депо. С севера на юг через город проходят трассы № 445 и № 659.